# Accidente de autobús en Chibombo
El accidente de autobús en Chibombo ocurrió el 7 de febrero de 2013, en Cochimbo, Zambia. Un autobús chocó con un camión y un vehículo deportivo utilitario en la Gran Carretera Norte, entre las localidades de Chibombo y Kabwe en la Provincia Central de Zambia, lo que resultó en la muerte de 49 de las 73 personas en el autobús, y del conductor del camión y su ayudante. Otras 28 personas resultaron heridas.
El accidente fue uno de los peores en la historia de Zambia, y fue comparado con un accidente de autobús de 2005 en el que 38 estudiantes de secundaria murieron y otros 50 resultaron heridos de gravedad.

## Detalles
El autobús de 74 asientos, operado por el Servicio Postal de Zambia, dejó Ndola, en la provincia de Copperbelt a las 04:30 CAT, y se dirigía hacia la capital de Zambia, Lusaka. La carretera que conecta Lusaka a Tanzania es una carretera de dos carriles, conocida por tener tráfico pesado. La Comisionada de Distrito, Priscilla Chisha, informó que un vehículo deportivo utilitario al intentar pasar el autobús se estrelló de frente contra un camión, que lo puso en el camino del autobús, mientras un sobreviviente del accidente indicó que el autobús se desvió sobre el camión para evitar un vehículo que se aproximaba. La vocera policial Elizabeth Kanjela dijo que horas después del accidente no fue posible entrar en el autobús accidentado para determinar si había otros pasajeros atrapados.
Un funcionario de la oficina del vicepresidente le dijo a la prensa que todos los vehículos involucrados viajaban a exceso de velocidad. El conductor de la camioneta, un administrador de una granja en Sudáfrica, fue arrestado y acusado de "51 cargos de homicidio por conducción peligrosa".

## Reacción
El presidente Michael Sata ofreció sus condolencias a las familias de las víctimas; "Oramos para que el Señor Todopoderoso otorgue la comodidad y la fuerza a las afligidas familias durante este período muy doloroso." El portavoz del jefe de Gobierno Kennedy Sakeni también ofreció sus condolencias en nombre del gobierno, y prometió trabajar para minimizar futuras tragedias. El 8 de febrero, el gobierno declaró tres días de duelo nacional.
El presidente sudafricano, Jacob Zuma, ofreció sus condolencias al pueblo de Zambia en un comunicado afirmando que "Nuestros corazones están con las familias, parientes y amigos de los fallecidos. Nuestros pensamientos están con los heridos y les deseamos una pronta recuperación".